# Odetta de Champdivers
Odetta de Champdivers, také známá jako Oudine nebo Odinette (kolem 1390 Burgundsko – kolem 1425 Paříž), byla milenkou francouzského krále Karla VI. zvaného Šílený. Karel VI. a její vrstevníci ji nazývali la petite reine „malá královna“ nebo „královnička“.
Francouzský životopisec Georges Bordonov o ní napsal: „Odetta byla dcera královského komořího, jistého Guyota de Champdivers.” Ten však ve skutečnosti byl její bratr. Zprávy Anselma de Guibours ji označují jako dceru Odina nebo Oudina de Champdivers, který kolem roku 1387 byl vrchním stájníkem (latinsky marescallus equorum) u dvora krále Karla VI.
Její postava se objevuje v románu Alexandra Dumase Isabela Bavorská (1835).

## Život

### Rodina
Odettina rodina získala své jméno podle léna které jim patřilo, a které se nachází poblíž Dole a Saint-Jean-de-Losne v Burgundsku. Rousset ve své studii Municipalities of Jura  uvádí, že původní rod de Champdivers je pravděpodobně mladší větví rodu Lotrinských. První zmínka o zástupcích rodu je z roku 1160. Dne 20. dubna 1154 je jejich jméno uvedeno v bule papeže Urbana IV. Ve středověku byli Champdiversové vazaly vévodů Burgundských a žili v panském sídle, které v roce 1477 dobyl král Ludvík XI.
Jedním z Odettiných sourozenců byl Henry de Champdivers, který se oženil s Joan de Toulongeon, vdovou po Tristanovi de Montholon (veliteli jízdy Brabantských a Burgundských vévodů, který byl dne 25. října 1415 zabit v bitvě u Agincourtu) a sestrou dvou maršálů Burgundska a stájníka francouzských králů. Je také známo, že Henry byl pasován na rytíře a v roce 1394 doprovázel vévodu Filipa II. Burgundského během jeho cesty do Bretaně.
Další z jejích bratrů Guyot de Champdivers, je zmíněn v září 1391 v královském účetnictví jako jeden z panošů, kteří sloužili v domácnosti královny Isabely Bavorské. V roce 1407 je Guyot de Champdivers znovu zmíněn jako panoš vévody Burgundského s důchodem 200 liber. Stejný Guyot (nebo Guillaume) de Champdivers proto zůstal věrným stoupencem obou burgundských vévodů, Jana I. Burgundského a později Filipa III. Dobrého. Vévodovi a králi sloužil jako rádce u nejdůležitějších případů, zejména mezi lety 1413 a 1425.

### Králova metresa (1407–1422)

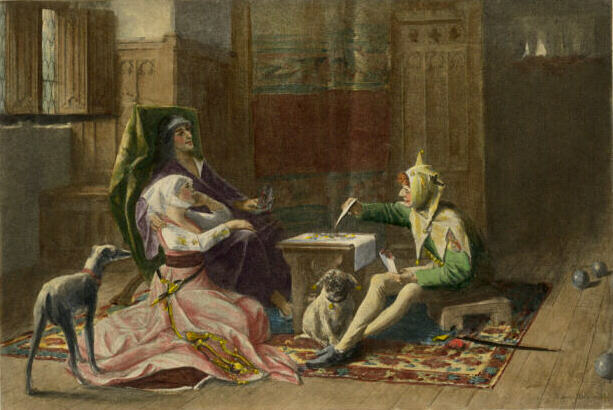
Karel VI. a Odetta

Ačkoli její rodina pocházela z Burgundska (tj. byli poddaní Burgundských vévodů), tak se v roce 1407 právě sedmnáctiletá Odetta stala milenkou francouzského krále Karla VI., a po jeho smrti také jeho bratra Ludvíka I., vévody Orleánského, velkého rivala Burgundska.
Královna Isabela, oběť násilí a zneužívání svého schizofrenického manžela, umožnila Odettě, aby ji snadno nahradila. Podle některých zdrojů dokonce sama zařídila, aby Odetta zaujala její místo v posteli duševně nemocného krále. Jiné zdroje však uvádějí, že vévoda Jan I. Burgundský nabídl mladou Odettu králi, aby zajistil vliv Burgundské strany. Odetta a Karel VI. spolu měli pouze jednu dceru Markétu z Valois, která se narodila koncem roku 1407.
Odetta byla na Karlově dvoře nazývána la petite reine „malá královna“. Byla popisována jako živá, krásná mladá žena s jemným zevnějškem. Očividně milovala a pečovala o svého nešťastného panovníka s maximální trpělivostí a oddaností. Je spojována s příchodem hracích karet do Francie “pro pobavení Karla VI. během jeho návalů šílenství”.
Podle některých autorů nosila Odetta každou noc do královské postele královniny šaty a Karel si toho střídání ani nevšiml. Honoré de Balzac popisuje její nesobeckost v jednom ze svých raných románů, La Dernière fée (1823): „A tak Abel byl jako král Karel VI., kterého malá královna Odetta de Champdivers utěšovala, zatímco jeho královna Isabela tančila s vévodou Orleánským ve stejném paláci, kde její manžel tak trpěl.“
Během téměř patnácti let jejich vztahu dal král Odettě bohaté dary jako odměnu za její věrnost. Získala také dvě sídla v Créteil a Bagnolet (později se pravděpodobně nacházelo v Malassis), a panství Belleville v Poitou.
Odetta byla přítomna i u smrtelného lože Karla VI. 21. října 1422. Říká se, že poslední slova Karla VI. bylo její jméno: „Odetto, Odetto“. Královna Isabela na pohřbu svého manžela chyběla.

### Po smrti krále Karla VI. (1422–1425)

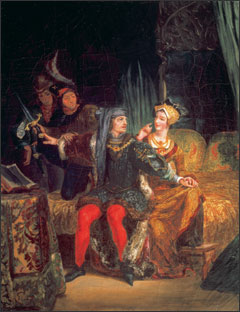
Karel a Odetta Eugène Delacroix

V 1423 se Odetta se uchýlila do Saint-Jean-de-Losne. Důchod, který ji byl králem vyměřen již nadále nebyl vyplácen, nicméně v říjnu a v prosinci stejného roku obdržela finanční pomoc od vévody Filipa III. Burgundského. Po smrti krále byla královská aktiva zabavena Angličany, následkem čeho Odetta a její dospívající dcera žily v chudobě.
Odetta našla útočiště ve své vlasti, kde se uchýlila pod ochranu burgundského vévody. V dubnu 1424 žila na zámku La Croix de Fer v Dijonu. V té době navštívil Dijon Étienne Chariot, rodák z Bourbonnais a mnich z kláštera Beuvray-lès-Autun. „Malá královna“ poslala svého panoše, syna Jeana Tresteleta ze Saint-Jean-de-Losne, se zprávou mnichovi, který ji navštívil a mluvil s ní. Tento mnich Étienne byl vyslancem francouzského korunního prince, tzv. dauphina, Karla, budoucího Karla VII., s rozkazem špehovat vévodu Filipa III. Burgundského.
Prostřednictvím mnicha Étienna mohla Odetta varovat dauphina před hrozícím masakrem jeho příznivců v Lyonu burgundskými a anglickými silami. Jakmile se to dauphin dozvěděl, poslal instrukce senešalovi v Lyonu, aby se vyhnul plánovanému útoku. Brzy poté obdržel mnich rozkazy od dauphina ohledně „malé královny“, která byla převezena během Svatého týdne do Châlons, pravděpodobně kvůli její bezpečnosti.
Avšak mnich Étienne byl zajat Burgunďany a ti jej přinutili plán vyzradit. Odetta a její dcera byly povolány k soudu. Bývalá královská milenka byla vyslýchána za přítomnosti Nejvyšší rady a vévody, avšak s jistou vážeností na žádost kancléře Rolina. Odetta bránila sebe i svou dceru s velkou dovedností a odhodláním.
Poslední oficiální záznam o Odettě de Champdivers je z 6. září 1424. Existují náznaky, že zemřela ve velké chudobě. Pravděpodobně zemřela v Dauphiné v roce 1425.
Jejím jménem byla pojmenována odrůda francouzské růže. Její barva je růžová s bílými skvrnami.